# Nancy Dowd
Pour les articles homonymes, voir Dowd.
Nancy Dowd est une scénariste, réalisatrice et actrice américaine, née en 1945 à Framingham (Massachusetts).

## Filmographie

### Comme scénariste
- 1972 : F.T.A.
- 1975 : Retour (Coming Home) de Hal Ashby
- 1977 : La Castagne (Slap Shot) de George Roy Hill
- 1978 : Le Récidiviste (Straight Time)
- 1979 : North Dallas Forty
- 1980 : Des gens comme les autres (Ordinary People)
- 1980 : Saturday Night Live (« Saturday Night Live » (1975) TV Series (writer))
- 1981 : Ladies and Gentlemen, The Fabulous Stains
- 1982 : Love
- 1984 : Swing Shift
- 1984 : Cloak & Dagger
- 1985 : Soleil de nuit (White Nights)
- 1989 : Deux dollars sur un tocard (Let It Ride)
- 2008 : La Castagne 3

### Comme réalisatrice
- 1982 : Love

### Comme actrice
- 1977 : La Castagne (Slap Shot) : Andrea